# Frumoasa și bestia (film din 2017)
Frumoasa și bestia (titlul original: Beauty and the Beast) este un film american, muzical, de dragoste, de Bill Condon, produs de  David Hoberman si Todd Lieberman, după un scenariu de Stephen Chbosky si Evan Spiliotopoulos. 
Filmul este o adaptare live-action după musicalul Frumoasa și bestia (1994) și, de asemenea, o nouă adaptare a filmului de animație din 1991. În distributie sunt actorii Emma Watson, Dan Stevens, Luke Evans, Kevin Kline, Josh Gad, Ewan McGregor, Stanley Tucci, Gugu Mbatha-Raw, Audra McDonald, Ian McKellen si Emma Thompson.

## Dublajul în limba română
- Nico - Doamna Ceainic[28]